# Масанов, Дмитрий Алексеевич
Дмитрий Алексеевич Масанов (15 октября 1919; Харьков, Украинская ССР — 19 октября 1973; Москва, РСФСР, СССР) — советский актёр театра и кино. 

## Биография
Родился 15 октября 1919 года в Харькове, в полноценной многодетной семье матери, которая являлась домашней хозяйкой и отца, который был почтовым служащим, позднее работающий бухгалтером на Московском заводе спецфабрикатов.
В 1930 году семья переехала жить в Москву, где Масанов учился в школе-десятилетке, которую окончил 1938 году, после чего поступил в театральное училище при Московском театре Революции, которое окончил в 1942 году. Во времена Великой Отечественной войны помогал в строительстве оборонительных укреплений на дальних подступах к Москве, за что мужчина был награждён медалью «За оборону Москвы».
У Масанова были больные почки, был поставлен диагноз почечной недостаточности, который спустя время обострился, в результате чего артист попал в больницу из которой так и не был выписан.
Скончался 19 октября 1973 года в возрасте 54 лет в больнице города Москвы. Тело было кремировано и урна с прахом была захоронена в Колумбарии Донского кладбища.

## Фильмография
- 1961 — Время Революции — Владимир Ильич Ленин (главная роль)
- 1962 — Двое в степи — полковник Воскресенский
- 1962 — Как рождаются тосты — начальник отдела кадров
- 1962 — Капитаны голубой лагуны — майор милиции
- 1962 — Молодо-зелено — Фёдор Матвеевич Каюров
- 1962 — Рабочий день В. И. Ленина — Владимир Ильич Ленин (главная роль)
- 1963 — Коротко лето в горах — работник главка
- 1963 — Пятеро из Ферганы — Владимир Ильич Ленин (главная роль)
- 1963 — Сотрудник ЧК — Буркашин
- 1963 — Человек, который сомневается — следователь Шомполов
- 1965 — Вызываем огонь на себя — Павел Михеич
- 1964 — Ко мне, Мухтар! — полковник
- 1964 — Одиночество — Фирсов
- 1965 — Ваш сын и брат — врач Князев
- 1965 — Западня — Фрэнк Блаунт
- 1965 — Комэск — Роман Антонович
- 1965 — Три времени года — участие
- 1965 — Черезвычайное поручение — большевик
- 1966 — Всадник над городом — управдом
- 1966 — Дикий мёд — Андрей Игнатьевич
- 1966 — Королевская регата — Иван
- 1967 — Весна на Одере — маршал Георгий Константинович Жуков
- 1968 — Хозяин тайги - Николай Носков, директор магазина
- 1970 — Возвращение святого Луки - Аристарх Феофанович Каравашкин
- 1970 — Красная площадь - начальник штаба дивизии
- 1973 — Чёрный принц - Дмитрий Алексеевич Поливанов, эксперт

## Оценочные мнения
Со слов киноведа Алексея Тремасова, Масанов играл, в основном, небольшие характерные, героические и отрицательные роли.По мнению Тремасова, уже не молодой,  фактурный, Масанов прочно занял свою нишу на экране, очень органично на нём существуя. В каждой своей роли он был жизненно правдив, не вызывая сомнений в подлинности сыгранных персонажей.